# Omori (Spiel)
1. WEITERLEITUNG Omori (Computerspiel)